# Тыргу-Кэрбунешти
Тыргу-Кэрбунешти (рум. Târgu Cărbunești) — город в Румынии в составе жудеца Горж.

## История
В 1480 году эти места упоминаются в документе под названием Тыргу-Джилорт, а с XVI по XX век они были известны как Петрешти или Петрешти-де-Сус.
В 1968 году Тыргу-Кэрбунешти получил статус города.